# Лютий 2014
Лютий 2014 — другий місяць 2014 року, що розпочався у суботу 1 лютого та закінчився у п'ятницю 28 лютого.

## Події
- 2 лютого — Парламентські вибори у Таїланді 2014.
- 7 лютого — 23 лютого — XXII Олімпійські ігри у Сочі.
- 11 лютого — Катастрофа літака C-130 в Алжирі.
- 18-21 лютого — силове протистояння між силовиками та протестувальниками, завершальний етап Революції гідності.
- 22 лютого
  - Верховна Рада України проголосувала за звільнення Юлії Тимошенко
  - Верховна Рада проголосувала за усунення Віктора Януковича з поста Президента України та назначила позачергові вибори Президента на 25 травня 2014 року.
  - Олександр Турчинов обраний спікером Верховної Ради та виконувачем обов'язків Президента України.
- 28 лютого
  - 39-та церемонія вручення нагород премії «Сезар».